# Ievgueni Issakov
Pour les articles homonymes, voir Issakov.
Ievgueni Viktorovitch Issakov  - en russe : Евгений Викторович Исаков et en anglais : Evgeny Isakov (né le 13 octobre 1984 à Krasnoïarsk en URSS) est un joueur professionnel russe de hockey sur glace évoluant au poste d'ailier gauche.

## Carrière en club
En 2001, ce joueur formé au Sokol Krasnoïarsk débute avec le Gazovik Tioumen dans la Vyschaïa Liga, le second échelon national. La saison suivante, il rejoint le Severstal Tcherepovets pensionnaire de la Superliga. Il est choisi en 5e ronde en 161e position au total par les Penguins de Pittsburgh lors du repêchage d'entrée 2003 de la Ligue nationale de hockey. Depuis 2004, il évolue dans divers clubs de Vyschaïa Liga.

## Carrière internationale
Il a représenté la Russie en sélection jeunes.

## Statistiques

### En club
| Saison    | Équipe                   | Ligue         |    | Saison régulière | Saison régulière | Saison régulière | Saison régulière | Saison régulière |   | Séries éliminatoires | Séries éliminatoires | Séries éliminatoires | Séries éliminatoires | Séries éliminatoires |
| Saison    | Équipe                   | Ligue         | PJ | B                | A                | Pts              | Pun              | PJ               | B | A                    | Pts                  | Pun                  |                      |                      |
| 1999-2000 | Roubine Tioumen          | Pervaïa Liga  | 7  | 0                | 2                | 2                | 16               |                  |   |                      |                      |                      |                      |                      |
| 2000-2001 | Gazovik Tioumen 2        | Pervaïa Liga  |    |                  |                  |                  |                  |                  |   |                      |                      |                      |                      |                      |
| 2001-2002 | Gazovik Tioumen          | Vyschaïa Liga | 19 | 2                | 2                | 4                | 2                |                  |   |                      |                      |                      |                      |                      |
| 2001-2002 | Elemach Elektrostal      | Vyschaïa Liga | 29 | 2                | 2                | 4                | 24               |                  |   |                      |                      |                      |                      |                      |
| 2001-2002 | Elemach Elektrostal 2    | Pervaïa Liga  | 11 | 3                | 3                | 6                | 43               |                  |   |                      |                      |                      |                      |                      |
| 2002-2003 | Severstal Tcherepovets   | Superliga     | 35 | 0                | 3                | 3                | 12               |                  |   |                      |                      |                      |                      |                      |
| 2003-2004 | Severstal Tcherepovets   | Superliga     | 37 | 3                | 1                | 4                | 18               |                  |   |                      |                      |                      |                      |                      |
| 2003-2004 | Severstal Tcherepovets 2 | Pervaïa Liga  | 14 | 4                | 8                | 12               | 58               |                  |   |                      |                      |                      |                      |                      |
| 2004-2005 | Gazovik Tioumen          | Vyschaïa Liga | 4  | 0                | 2                | 2                | 2                |                  |   |                      |                      |                      |                      |                      |
| 2004-2005 | Kristall Saratov         | Vyschaïa Liga | 1  | 0                | 0                | 0                | 0                |                  |   |                      |                      |                      |                      |                      |
| 2004-2005 | Gazovik Ouniver          | Pervaïa Liga  | 2  | 1                | 3                | 4                | 14               |                  |   |                      |                      |                      |                      |                      |
| 2005-2006 | Gazovik Tioumen          | Vyschaïa Liga | 46 | 9                | 12               | 21               | 90               |                  |   |                      |                      |                      |                      |                      |
| 2006-2007 | Gazovik Tioumen          | Vyschaïa Liga | 51 | 6                | 11               | 17               | 48               |                  |   |                      |                      |                      |                      |                      |
| 2006-2007 | Gazovik Ouniver          | Pervaïa Liga  | 2  | 1                | 2                | 3                | 0                |                  |   |                      |                      |                      |                      |                      |
| 2007-2008 | Gazovik Tioumen          | Vyschaïa Liga | 43 | 10               | 10               | 20               | 119              |                  |   |                      |                      |                      |                      |                      |
| 2008-2009 | Iougra Khanty-Mansiïsk   | Vyschaïa Liga | 18 | 1                | 4                | 5                | 12               |                  |   |                      |                      |                      |                      |                      |
| 2008-2009 | Metallourg Serov         | Vyschaïa Liga | 33 | 11               | 18               | 29               | 40               |                  |   |                      |                      |                      |                      |                      |
| 2009-2010 | Dizel Penza              | Vyschaïa Liga | 53 | 11               | 21               | 32               | 104              | 12               | 4 | 2                    | 6                    | 12                   |                      |                      |
| 2010-2011 | Sary Arka Karaganda      | Kazakhstan    | 45 | 14               | 22               | 36               | 32               | 14               | 1 | 2                    | 3                    | 16                   |                      |                      |
| 2011-2012 | Sary Arka Karaganda      | Kazakhstan    | 48 | 10               | 24               | 34               | 101              | 12               | 4 | 9                    | 13                   | 8                    |                      |                      |
| 2012-2013 | Sokol Krasnoïarsk        | VHL           | 10 | 3                | 3                | 6                | 12               | -                | - | -                    | -                    | -                    |                      |                      |
| 2013-2014 | Sokol Krasnoïarsk        | VHL           | 33 | 3                | 2                | 5                | 20               | 3                | 0 | 0                    | 0                    | 12                   |                      |                      |

### En équipe nationale
| Saison | Équipe        | Événement | PJ | B | A | Pts | PUN | Résultat          |
| ------ | ------------- | --------- | -- | - | - | --- | --- | ----------------- |
| 2002   | Russie 18 ans | CM 18 ans | 8  | 4 | 0 | 4   | 2   | Médaille d'argent |